# Economidichthys pygmaeus
 Economidichthys pygmaeus és una espècie de peix de la família dels gòbids i de l'ordre dels perciformes.

## Morfologia
- Els mascles poden assolir 5,1 cm de longitud total i les femelles 5,4.
- Nombre de vèrtebres: 28-31.[5][6]

## Reproducció
Té lloc al març i l'abril.

## Alimentació
Menja invertebrats.

## Hàbitat
És un peix d'aigua dolça, de clima temperat i demersal.

## Distribució geogràfica
Es troba a Europa: oest de Grècia.

## Estat de conservació
Els seus principals problemes són l'extracció d'aigua, la contaminació i la destrucció del seu hàbitat.

## Observacions
És inofensiu per als humans.